# اتحاد ذرعان
اتحاد ذرعان هو نادي جزائري لكرة القدم تأسس في عام 1932 ومقره في الذرعان في ولاية عنابة.